# (6681) Prokopovich
(6681) Prokopovich (1972 RU3) – planetoida z pasa głównego asteroid okrążająca Słońce w ciągu 3,28 lat w średniej odległości 2,2 j.a. Odkryta 6 września 1972 roku.